# TITAN Cement
TITAN Cement International S.A. (in acronimo TCI) è una società greca di diritto belga a capo del gruppo TITAN e attiva nella produzione di cemento ed altri materiali da costruzione. È controllata dalla holding cipriota EDYVEM e da diversi membri della famiglia Kanellopoulos, che insieme ne detengono il 48,89%.

## Storia
L'azienda fu fondata al Pireo nel 1902 dai chimici Nikolaos Kanellopoulos (in collaborazione col fratello Aggelos), Andreas Chatzīkyriakos e Leontios Oikonomidīs insieme all'ingegnere civile Alexandros Zachariou; il primo stabilimento fu inaugurato ad Eleusi. Fu trasformata in società anonima nel 1911 e venendo quotata nel 1912 presso la Borsa di Atene. Negli anni '30 iniziò l'attività di esportazione del cemento, temporaneamente bloccata durante la seconda guerra mondiale ma nuovamente in crescita nel dopoguerra.
Nel 1962 l'azienda inaugurò il suo secondo stabilimento produttivo a Nea Efkarpia, seguito negli anni successivi da altri due stabilimenti a Drepano (1968) e Kamari (1976).
Negli anni '90 l'azienda entra nel capitale di diversi produttori di cemento in Bulgaria, Egitto (dove, in partnership con la francese Lafarge, ha acquistato il 50% dell'egiziana Alexandria Portland Cement Company (APCC), divenuta interamente controllata di TITAN nel 2008) e Macedonia del Nord.